# Liste des sous-marins de l'Allemagne
L'Allemagne a mis en service plus de 1 500 sous-marins (en allemand : Unterseeboot) dans ses différentes marines depuis 1906 jusqu'à nos jours. Les sous-marins ont généralement été désignés par un U suivi d'un numéro, bien que les sous-marins côtiers de la Première Guerre mondiale et les sous-marins côtiers mouilleurs de mines aient utilisé les préfixes UB et UC, respectivement. Lorsque l'Allemagne a repris la construction de sous-marins dans les années 1930, la numérotation des sous-marins a été relancée à 1. La renumérotation a été relancée à 1 une troisième fois lorsque l'Allemagne a repris la construction de sous-marins dans les années 1960.

## Sous-marins de la Première Guerre mondiale
Quelque 380 sous-marins ont été mis en service dans la Kaiserliche Marine dans les années précédant et pendant la Première Guerre mondiale. Bien que les quatre premiers sous-marins allemands — U-1, U-2, U-3 et U-4 — aient été mis en service avant 1910, tous les quatre ont servi à l'entraînement pendant la guerre. Les U-boote allemands utilisés pendant la Première Guerre mondiale ont été divisés en trois séries. La désignation U était généralement réservée aux sous-marins torpilleurs d'attaque en haute mer. La désignation UB était utilisée pour les sous-marins d'attaque côtière, tandis que la désignation UC était réservée aux sous-marins mouilleurs de mines côtières.

### U-boots
Les U-boots conçus principalement pour le service en eaux profondes étaient désignés par un préfixe "U" et numérotés jusqu'à 167.

#### Type U 1
- U-1

#### Type U 2
- U-2

#### Type U 3
- U-3
- U-4

#### Type U 5
- U-5
- U-6
- U-7
- U-8

#### Type U 9
- U-9
- U-10
- U-11
- U-12

#### Type U 13
- U-13
- U-14
- U-15

#### Type U 16
- U-16

#### Type U 17
- U-17
- U-18

#### Type U 19
- U-19
- U-20
- U-21
- U-22

#### Type U 23
- U-23
- U-24
- U-25
- U-26

#### Type U 27
- U-27
- U-28
- U-29
- U-30

#### Type U 31
- U-31
- U-32
- U-33
- U-34
- U-35
- U-36
- U-37
- U-38
- U-39
- U-40
- U-41
- U-42

#### Type U 43
- U-43
- U-44
- U-45
- U-46
- U-47
- U-48
- U-49
- U-50

#### Type U 51
- U-51
- U-52
- U-53
- U-54
- U-55
- U-56

#### Type U 57
- U-57
- U-58
- U-59
- U-60
- U-61
- U-62
- U-99
- U-100
- U-101
- U-102
- U-103
- U-104

#### Type U 63
- U-63
- U-64
- U-65

#### Type U 66 (Type UD)
Les sous-marins de type U 66 ont été construits à l'origine pour l'Autriche-Hongrie comme classe "U-7", mais ont été vendus à l'Allemagne au début de la Première Guerre mondiale.
- U-66
- U-67
- U-68
- U-69
- U-70

#### Type UE I (Type U 71)
- U-71
- U-72
- U-73
- U-74
- U-75
- U-76
- U-77
- U-78
- U-79
- U-80

#### Type U 81
- U-81
- U-82
- U-83
- U-84
- U-85
- U-86

#### Type U 87
- U-87
- U-88
- U-89
- U-90
- U-91
- U-92

#### Type U 93
- U-93
- U-94
- U-95
- U-96
- U-97
- U-98
- U-105
- U-106
- U-107
- U-108
- U-109
- U-110
- U-111
- U-112
- U-113
- U-114
- U-160
- U-161
- U-162
- U-163
- U-164
- U-165
- U-166
- U-167

#### Type UE II (Type U 117)
- U-117
- U-118
- U-119
- U-120
- U-122
- U-123
- U-124
- U-125
- U-126

#### Type U 127
- U-127
- U-128
- U-129
- U-130

#### Type Large MS (Type U 131 et Type U 135)
- U-131
- U-132
- U-133
- U-134
- U-135
- U-136
- U-137
- U-138

#### Type U 139
- U-139
- U-140
- U-141

#### Type U 142
- U-142

#### Type U 151
- U-151
- U-152
- U-153
- U-154
- U-155
- U-156
- U-157

#### Type U 158
- U-158
- U-159

### Sous-marins côtiers type UB
Les sous-marins côtiers d'attaque étaient des embarcations plus petites destinées à être utilisées plus près de la côte. Ils étaient désignés par un préfixe "UB" et numérotés jusqu'à 154. 

#### Type UB I
- UB-1
- UB-2
- UB-3
- UB-4
- UB-5
- UB-6
- UB-7
- UB-8
- UB-9
- UB-10
- UB-11
- UB-12
- UB-13
- UB-14
- UB-15
- UB-16
- UB-17

#### Type UB II
- UB-18
- UB-19
- UB-20
- UB-21
- UB-22
- UB-23
- UB-24
- UB-25
- UB-26
- UB-27
- UB-28
- UB-29
- UB-30
- UB-31
- UB-32
- UB-33
- UB-34
- UB-35
- UB-36
- UB-37
- UB-38
- UB-39
- UB-40
- UB-41
- UB-42
- UB-43
- UB-44
- UB-45
- UB-46
- UB-47

#### Type UB III
- UB-48
- UB-49
- UB-50
- UB-51
- UB-52
- UB-53
- UB-54
- UB-55
- UB-56
- UB-57
- UB-58
- UB-59
- UB-60
- UB-61
- UB-62
- UB-63
- UB-64
- UB-65
- UB-66
- UB-67
- UB-68
- UB-69
- UB-70
- UB-71
- UB-72
- UB-73
- UB-74
- UB-75
- UB-76
- UB-77
- UB-78
- UB-79
- UB-80
- UB-81
- UB-82
- UB-83
- UB-84
- UB-85
- UB-86
- UB-87
- UB-88
- UB-89
- UB-90
- UB-91
- UB-92
- UB-93
- UB-94
- UB-95
- UB-96
- UB-97
- UB-98
- UB-99
- UB-100
- UB-101
- UB-102
- UB-103
- UB-104
- UB-105
- UB-106
- UB-107
- UB-108
- UB-109
- UB-110
- UB-111
- UB-112
- UB-113
- UB-114
- UB-115
- UB-116
- UB-117
- UB-118
- UB-119
- UB-120
- UB-121
- UB-122
- UB-123
- UB-124
- UB-125
- UB-126
- UB-127
- UB-128
- UB-129
- UB-130
- UB-131
- UB-132
- UB-133
- UB-136
- UB-142
- UB-143
- UB-144
- UB-145
- UB-148
- UB-149
- UB-150
- UB-154

### Sous-marins côtiers mouilleurs de mines type UC
Les sous-marins côtiers mouilleurs de mines étaient des navires plus petits destinés à miner les ports et les approches de l'ennemi. Ils étaient désignés par un préfixe "UC" et numérotés jusqu'à 105.

#### Type UC I
- UC-1
- UC-2
- UC-3
- UC-4
- UC-5
- UC-6
- UC-7
- UC-8
- UC-9
- UC-10
- UC-11
- UC-12
- UC-13
- UC-14
- UC-15

#### Type UC II
- UC-16
- UC-17
- UC-18
- UC-19
- UC-20
- UC-21
- UC-22
- UC-23
- UC-24
- UC-25
- UC-26
- UC-27
- UC-28
- UC-29
- UC-30
- UC-31
- UC-32
- UC-33
- UC-34
- UC-35
- UC-36
- UC-37
- UC-38
- UC-39
- UC-40
- UC-41
- UC-42
- UC-43
- UC-44
- UC-45
- UC-46
- UC-47
- UC-48
- UC-49
- UC-50
- UC-51
- UC-52
- UC-53
- UC-54
- UC-55
- UC-56
- UC-57
- UC-58
- UC-59
- UC-60
- UC-61
- UC-62
- UC-63
- UC-64
- UC-65
- UC-66
- UC-67
- UC-68
- UC-69
- UC-70
- UC-71
- UC-72
- UC-73
- UC-74
- UC-75
- UC-76
- UC-77
- UC-78
- UC-79

#### Type UC III
Trente-cinq sous-marins de type UC III étaient prévus, mais seuls 26 ont été achevés. Neuf d'entre eux (UC-106 à UC-114) n'ont jamais été mis en service et ont été attribués au Royaume-Uni et à la France après l'Armistice de 1918, puis démantelés en 1921, sauf pour les navires attribués à la France, pour compensation de dommages de guerre.
- UC-90
- UC-91
- UC-92
- UC-93
- UC-94
- UC-95
- UC-96
- UC-97
- UC-98
- UC-99
- UC-100
- UC-101
- UC-102
- UC-103
- UC-104
- UC-105
- UC-106
- UC-107
- UC-108
- UC-109
- UC-110
- UC-111
- UC-112
- UC-113
- UC-114

### Sous-marins étrangers
Au début de la Première Guerre mondiale, l'Allemagne a pris en charge un certain nombre de sous-marins en construction dans les chantiers navals allemands pour le compte d'autres pays.
- UA (ex-classe norvégienne A-5)
- U-66 à U-70 (ex-classe Austro-Huongrois U-7 - U-7 à U-11)

## Sous-marins de la Seconde Guerre mondiale
Pendant la Seconde Guerre mondiale, l'Allemagne nazie a mis en service quelque 1 250 sous-marins dans la Kriegsmarine.

### Type I
- U-25
- U-26

### Type II

#### Type IIA
- U-1
- U-2
- U-3
- U-4
- U-5
- U-6

#### Type IIB
- U-7
- U-8
- U-9
- U-10
- U-11
- U-12
- U-13
- U-14
- U-15
- U-16
- U-17
- U-18
- U-19
- U-20
- U-21
- U-22
- U-23
- U-24
- U-120
- U-121

#### Type IIC
- U-56
- U-57
- U-58
- U-59
- U-60
- U-61
- U-62
- U-63

#### Type IID
- U-137
- U-138
- U-139
- U-140
- U-141
- U-142
- U-143
- U-144
- U-145
- U-146
- U-147
- U-148
- U-149
- U-150
- U-151
- U-152

### Type VII

#### Type VIIA
- U-27
- U-28
- U-29
- U-30
- U-31
- U-32
- U-33
- U-34
- U-35
- U-36

#### Type VIIB
- U-45
- U-46
- U-47
- U-48
- U-49
- U-50
- U-51
- U-52
- U-53
- U-54
- U-55
- U-73
- U-74
- U-75
- U-76
- U-83
- U-84
- U-85
- U-86
- U-87
- U-99
- U-100
- U-101
- U-102

#### Type VIIC
- U-69
- U-70
- U-71
- U-72
- U-77
- U-78
- U-79
- U-80
- U-81
- U-82
- U-88
- U-89
- U-90
- U-91
- U-92
- U-93
- U-94
- U-95
- U-96
- U-97
- U-98
- U-132
- U-133
- U-134
- U-135
- U-136
- U-201
- U-202
- U-203
- U-204
- U-205
- U-206
- U-207
- U-208
- U-209
- U-210
- U-211
- U-212
- U-221
- U-222
- U-223
- U-224
- U-225
- U-226
- U-227
- U-228
- U-229
- U-230
- U-231
- U-232
- U-235
- U-236
- U-237
- U-238
- U-239
- U-240
- U-241
- U-242
- U-243
- U-244
- U-245
- U-246
- U-247
- U-248
- U-249
- U-250
- U-251
- U-252
- U-253
- U-254
- U-255
- U-256
- U-257
- U-258
- U-259
- U-260
- U-261
- U-262
- U-263
- U-264
- U-265
- U-266
- U-267
- U-268
- U-269
- U-270
- U-271
- U-272
- U-273
- U-274
- U-275
- U-276
- U-277
- U-278
- U-279
- U-280
- U-281
- U-282
- U-283
- U-284
- U-285
- U-286
- U-287
- U-288
- U-289
- U-290
- U-291
- U-301
- U-302
- U-303
- U-304
- U-305
- U-306
- U-307
- U-308
- U-309
- U-310
- U-311
- U-312
- U-313
- U-314
- U-315
- U-316
- U-331
- U-332
- U-333
- U-334
- U-335
- U-336
- U-337
- U-338
- U-339
- U-340
- U-341
- U-342
- U-343
- U-344
- U-345
- U-346
- U-347
- U-348
- U-349
- U-350
- U-351
- U-352
- U-353
- U-354
- U-355
- U-356
- U-357
- U-358
- U-359
- U-360
- U-361
- U-362
- U-363
- U-364
- U-365
- U-366
- U-367
- U-368
- U-369
- U-370
- U-371
- U-372
- U-373
- U-374
- U-375
- U-376
- U-377
- U-378
- U-379
- U-380
- U-381
- U-382
- U-383
- U-384
- U-385
- U-386
- U-387
- U-388
- U-389
- U-390
- U-391
- U-392
- U-393
- U-394
- U-395*
- U-396
- U-397
- U-398
- U-399
- U-400
- U-401
- U-402
- U-403
- U-404
- U-405
- U-406
- U-407
- U-408
- U-409
- U-410
- U-411
- U-412
- U-413
- U-414
- U-415
- U-416
- U-417
- U-418
- U-419
- U-420
- U-421
- U-422
- U-423
- U-424
- U-425
- U-426
- U-427
- U-428
- U-429
- U-430
- U-431
- U-432
- U-433
- U-434
- U-435
- U-436
- U-437
- U-438
- U-439
- U-440
- U-441
- U-442
- U-443
- U-444
- U-445
- U-446
- U-447
- U-448
- U-449
- U-450
- U-451
- U-452
- U-453
- U-454
- U-455
- U-456
- U-457
- U-458
- U-465
- U-466
- U-467
- U-468
- U-469
- U-470
- U-471
- U-472
- U-473
- U-474*
- U-475
- U-476
- U-477
- U-478
- U-479
- U-480
- U-481
- U-482
- U-483
- U-484
- U-485
- U-486
- U-491*
- U-492*
- U-493*
- U-551
- U-552
- U-553
- U-554
- U-555
- U-556
- U-557
- U-558
- U-559
- U-560
- U-561
- U-562
- U-563
- U-564
- U-565
- U-566
- U-567
- U-568
- U-569
- U-570
- U-571
- U-572
- U-573
- U-574
- U-575
- U-576
- U-577
- U-578
- U-579
- U-580
- U-581
- U-582
- U-583
- U-584
- U-585
- U-586
- U-587
- U-588
- U-589
- U-590
- U-591
- U-592
- U-593
- U-594
- U-595
- U-596
- U-597
- U-598
- U-599
- U-600
- U-601
- U-602
- U-603
- U-604
- U-605
- U-606
- U-607
- U-608
- U-609
- U-610
- U-611
- U-612
- U-613
- U-614
- U-615
- U-616
- U-617
- U-618
- U-619
- U-620
- U-621
- U-622
- U-623
- U-624
- U-625
- U-626
- U-627
- U-628
- U-629
- U-630
- U-631
- U-632
- U-633
- U-634
- U-635
- U-636
- U-637
- U-638
- U-639
- U-640
- U-641
- U-642
- U-643
- U-644
- U-645
- U-646
- U-647
- U-648
- U-649
- U-650
- U-651
- U-652
- U-653
- U-654
- U-655
- U-656
- U-657
- U-658
- U-659
- U-660
- U-661
- U-662
- U-663
- U-664
- U-665
- U-666
- U-667
- U-668
- U-669
- U-670
- U-671
- U-672
- U-673
- U-674
- U-675
- U-676
- U-677
- U-678
- U-679
- U-680
- U-681
- U-682
- U-683
- U-684*
- U-685*
- U-686*
- U-701
- U-702
- U-703
- U-704
- U-705
- U-706
- U-707
- U-708
- U-709
- U-710
- U-711
- U-712
- U-713
- U-714
- U-715
- U-716
- U-717
- U-718
- U-719
- U-720
- U-721
- U-722
- U-731
- U-732
- U-733
- U-734
- U-735
- U-736
- U-737
- U-738
- U-739
- U-740
- U-741
- U-742
- U-743
- U-744
- U-745
- U-746
- U-747
- U-748
- U-749
- U-750
- U-751
- U-752
- U-753
- U-754
- U-755
- U-756
- U-757
- U-758
- U-759
- U-760
- U-761
- U-762
- U-763
- U-764
- U-765
- U-766
- U-767
- U-768
- U-771
- U-772
- U-773
- U-774
- U-775
- U-776
- U-777
- U-778
- U-779
- U-780*
- U-781*
- U-821
- U-822
- U-824*
- U-825
- U-826
- U-901
- U-903
- U-904
- U-905
- U-907
- U-921
- U-922
- U-923
- U-924
- U-925
- U-926
- U-927
- U-928
- U-951
- U-952
- U-953
- U-954
- U-955
- U-956
- U-957
- U-958
- U-959
- U-960
- U-961
- U-962
- U-963
- U-964
- U-965
- U-966
- U-967
- U-968
- U-969
- U-970
- U-971
- U-972
- U-973
- U-974
- U-975
- U-976
- U-977
- U-978
- U-979
- U-980
- U-981
- U-982
- U-983
- U-984
- U-985
- U-986
- U-987
- U-988
- U-989
- U-990
- U-991
- U-992
- U-993
- U-994
- U-1051
- U-1052
- U-1053
- U-1054
- U-1055
- U-1056
- U-1057
- U-1058
- U-1101
- U-1102
- U-1131
- U-1132
- U-1161
- U-1162
- U-1191
- U-1192
- U-1193
- U-1194
- U-1195
- U-1196
- U-1197
- U-1198
- U-1199
- U-1200
- U-1201
- U-1202
- U-1203
- U-1204
- U-1205
- U-1206
- U-1207
- U-1208
- U-1209
- U-1210

* U-Boot jamais mis en service

#### Type VIIC/41
- U-292
- U-293
- U-294
- U-295
- U-296
- U-297
- U-298
- U-299
- U-300
- U-317
- U-318
- U-319
- U-320
- U-321
- U-322
- U-323
- U-324
- U-325
- U-326
- U-327
- U-328
- U-329*
- U-330*
- U-687*
- U-688*
- U-689*
- U-691*
- U-723*
- U-724*
- U-827
- U-828
- U-929
- U-930
- U-995
- U-997
- U-998
- U-999
- U-1000
- U-1001
- U-1002
- U-1003
- U-1004
- U-1005
- U-1006
- U-1007
- U-1008
- U-1009
- U-1010
- U-1013
- U-1014
- U-1015
- U-1016
- U-1017
- U-1018
- U-1019
- U-1020
- U-1021
- U-1022
- U-1023
- U-1024
- U-1025
- U-1063
- U-1064
- U-1065
- U-1103
- U-1104
- U-1105
- U-1106
- U-1107
- U-1108
- U-1109
- U-1110
- U-1163
- U-1164
- U-1165
- U-1166
- U-1167
- U-1168
- U-1169
- U-1170
- U-1171
- U-1172
- U-1271
- U-1272
- U-1273
- U-1274
- U-1275
- U-1276
- U-1277
- U-1278
- U-1279
- U-1301
- U-1302
- U-1303
- U-1304
- U-1305
- U-1306
- U-1307
- U-1308

* U-Boot jamais mis en service

#### Type VIID
- U-213
- U-214
- U-215
- U-216
- U-217
- U-218

#### Type VIIF
- U-1059
- U-1060
- U-1061
- U-1062

### Type IX

#### Type IXA
- U-37
- U-38
- U-39
- U-40
- U-41
- U-42
- U-43
- U-44

#### Type IXB
- U-64
- U-65
- U-103
- U-104
- U-105
- U-106
- U-107
- U-108
- U-109
- U-110
- U-111
- U-122
- U-123
- U-124

#### Type IXC
- U-66
- U-67
- U-68
- U-125
- U-126
- U-127
- U-128
- U-129
- U-130
- U-131
- U-153
- U-154
- U-155
- U-156
- U-157
- U-158
- U-159
- U-160
- U-161
- U-162
- U-163
- U-164
- U-165
- U-166
- U-171
- U-172
- U-173
- U-174
- U-175
- U-176
- U-501
- U-502
- U-503
- U-504
- U-505
- U-506
- U-507
- U-508
- U-509
- U-510
- U-511
- U-512
- U-513
- U-514
- U-515
- U-516
- U-517
- U-518
- U-519
- U-520
- U-521
- U-522
- U-523
- U-524

#### Type IXC/40
- U-167
- U-168
- U-169
- U-170
- U-183
- U-184
- U-185
- U-186
- U-187
- U-188
- U-189
- U-190
- U-191
- U-192
- U-193
- U-194
- U-525
- U-526
- U-527
- U-528
- U-529
- U-530
- U-531
- U-532
- U-533
- U-534
- U-535
- U-536
- U-537
- U-538
- U-539
- U-540
- U-541
- U-542
- U-543
- U-544
- U-545
- U-546
- U-547
- U-548
- U-549
- U-550
- U-801
- U-802
- U-803
- U-804
- U-805
- U-806
- U-807
- U-808
- U-841
- U-842
- U-843
- U-844
- U-845
- U-846
- U-853
- U-854
- U-855
- U-856
- U-857
- U-858
- U-865
- U-866
- U-867
- U-868
- U-869
- U-870
- U-877
- U-878
- U-879
- U-880
- U-881
- U-882
- U-889
- U-890
- U-891
- U-1221
- U-1222
- U-1223
- U-1224
- U-1225
- U-1226
- U-1227
- U-1228
- U-1229
- U-1230
- U-1231
- U-1232
- U-1233
- U-1234
- U-1235

#### Type IXD
- U-177
- U-178
- U-179
- U-180
- U-181
- U-182
- U-195
- U-196
- U-197
- U-198
- U-199
- U-200
- U-847
- U-848
- U-849
- U-850
- U-851
- U-852
- U-859
- U-860
- U-861
- U-862
- U-863
- U-864
- U-871
- U-872
- U-873
- U-874
- U-875
- U-876
- U-883
- U-884

### Type X (XB)
Initialement prévus comme mouilleurs de mines à longue portée, les types X ont ensuite été utilisés pour le transport de marchandises à longue distance. 
- U-116
- U-117
- U-118
- U-119
- U-219
- U-220
- U-233
- U-234

### Type XI
Le Type XI était un croiseur sous-marin planifié, armé de quatre canons de 128 mm dans deux tourelles jumelées ainsi que d'un hydravion à flotteurs Arado Ar 231. La pose de la quille de quatre unités a été lancée en 1939, mais leur construction a été annulée au début de la Seconde Guerre mondiale.
- U-112
- U-113
- U-114
- U-115

### Type XIV
Le sous-marin de type XIV était une version raccourcie du type IXD et était utilisé comme pétrolier ravitailleur de sous-marins. Vingt-quatre étaient prévus, mais seulement dix ont été mis en service. Trois (U-491 à U-494) ont été annulés avant d'être achevés et onze n'ont jamais été mis en service. Ce type était surnommé Milchkuh (vache à lait).
- U-459
- U-460
- U-461
- U-462
- U-463
- U-464
- U-487
- U-488
- U-489
- U-490
- U-491
- U-492
- U-493
- U-494
- U-495
- U-496
- U-497

### Type XVII

#### Type XVIIA
- U-792
- U-793
- U-794
- U-795

#### Type XVIIB
Douze sous-marins de type XVIIB étaient prévus, mais trois seulement ont été achevés. Trois ont été annulés à la fin de la guerre avant leur achèvement et six ont été annulés en faveur du sous-marin de type XXI.
- U-1405
- U-1406
- U-1407

#### Type XVIIK
- U-798

### Type XVIII
Le Type XVIII était un projet de sous-marin d'attaque utilisant le système de propulsion Walter]. Deux bateaux ont été mis en chantier en 1943, mais la construction a été annulée en mars 1944.
- U-796
- U-797

### Type XXI
- U-2501
- U-2502
- U-2503
- U-2504
- U-2505
- U-2506
- U-2507
- U-2508
- U-2509
- U-2510
- U-2511
- U-2512
- U-2513
- U-2514
- U-2515
- U-2516
- U-2517
- U-2518
- U-2519
- U-2520
- U-2521
- U-2522
- U-2523
- U-2524
- U-2525
- U-2526
- U-2527
- U-2528
- U-2529
- U-2530
- U-2531
- U-2533
- U-2534
- U-2535
- U-2536
- U-2538
- U-2539
- U-2540
- U-2541
- U-2542
- U-2543
- U-2544
- U-2545
- U-2546
- U-2548
- U-2551
- U-2552
- U-3001
- U-3002
- U-3003
- U-3004
- U-3005
- U-3006
- U-3007
- U-3008
- U-3009
- U-3010
- U-3011
- U-3012
- U-3013
- U-3014
- U-3015
- U-3016
- U-3017
- U-3018
- U-3019
- U-3020
- U-3021
- U-3022
- U-3023
- U-3024
- U-3025
- U-3026
- U-3027
- U-3028
- U-3029
- U-3030
- U-3031
- U-3032
- U-3033
- U-3034
- U-3035
- U-3037
- U-3038
- U-3039
- U-3040
- U-3041
- U-3044
- U-3501
- U-3502
- U-3503
- U-3504
- U-3505
- U-3506
- U-3507
- U-3508
- U-3509
- U-3510
- U-3511
- U-3512
- U-3513
- U-3514
- U-3515
- U-3516
- U-3517
- U-3518
- U-3519
- U-3520
- U-3521
- U-3522
- U-3523
- U-3524
- U-3525
- U-3526
- U-3527
- U-3528
- U-3529
- U-3530

### Type XXIII
- U-2321
- U-2322
- U-2323
- U-2324
- U-2325
- U-2326
- U-2327
- U-2328
- U-2329
- U-2330
- U-2331
- U-2332
- U-2333
- U-2334
- U-2335
- U-2336
- U-2337
- U-2338
- U-2339
- U-2340
- U-2341
- U-2342
- U-2343
- U-2344
- U-2345
- U-2346
- U-2347
- U-2348
- U-2349
- U-2350
- U-2351
- U-2352
- U-2353
- U-2354
- U-2355
- U-2356
- U-2357
- U-2358
- U-2359
- U-2360
- U-2361
- U-2362
- U-2363
- U-2364
- U-2365
- U-2366
- U-2367
- U-2368
- U-2369
- U-2371
- U-4701
- U-4702
- U-4703
- U-4704
- U-4705
- U-4706
- U-4707
- U-4709
- U-4710
- U-4711
- U-4712

### Sous-marins de poche

#### Seehund(Type XVIIB)
La gamme des "U-5000" à "U-6442" a été spécifiquement attribuée aux sous-marins de poche allemands. Les U-boot de type XXVIIB "Seehund" suivants ont été inscrits dans le registre de la Kriegsmarine en tant que navires en service

- U-5001
- U-5002
- U-5003
- U-5004
- U-5005
- U-5006
- U-5007
- U-5008
- U-5009
- U-5010
- U-5011
- U-5012
- U-5013
- U-5014
- U-5015
- U-5016
- U-5017
- U-5018
- U-5019
- U-5020
- U-5021
- U-5022
- U-5023
- U-5024
- U-5025
- U-5026
- U-5027
- U-5028
- U-5029
- U-5030
- U-5031
- U-5032
- U-5033
- U-5034
- U-5035
- U-5036
- U-5037
- U-5038
- U-5039
- U-5040
- U-5041
- U-5042
- U-5043
- U-5044
- U-5045
- U-5046
- U-5047
- U-5048
- U-5049
- U-5050
- U-5051
- U-5052
- U-5053
- U-5054
- U-5055
- U-5056
- U-5057
- U-5058
- U-5059
- U-5060
- U-5061
- U-5062
- U-5063
- U-5064
- U-5065
- U-5066
- U-5067
- U-5068
- U-5069
- U-5070
- U-5071
- U-5072
- U-5073
- U-5074
- U-5075
- U-5076
- U-5077
- U-5078
- U-5079
- U-5080
- U-5081
- U-5082
- U-5083
- U-5084
- U-5085
- U-5086
- U-5087
- U-5088
- U-5089
- U-5090
- U-5091
- U-5092
- U-5093
- U-5094
- U-5095
- U-5096
- U-5097
- U-5098
- U-5099
- U-5100
- U-5101
- U-5102
- U-5103
- U-5104
- U-5105
- U-5106
- U-5107
- U-5108
- U-5109
- U-5110
- U-5111
- U-5112
- U-5113
- U-5114
- U-5115
- U-5116
- U-5117
- U-5118
- U-5251
- U-5252
- U-5253
- U-5254
- U-5255
- U-5256
- U-5257
- U-5258
- U-5259
- U-5260
- U-5261
- U-5262
- U-5263
- U-5264
- U-5265
- U-5266
- U-5267
- U-5268
- U-5269
- U-5330

### Les sous-marins étrangers
L'Allemagne a capturé et mis en service 14 sous-marins de six pays dans la Kriegsmarine pendant la Seconde Guerre mondiale.
| Turquie - U-A | Royaume-Uni - UB | Norvège - UC-1 - UC-2 | Pays-Bas - UD-1 - UD-2 - UD-3 - UD-4 - UD-5 | France - UF-1 - UF-2 - UF-3 | Italie - UIT-22 - UIT-23 - UIT-24 - UIT-25 |

## Les sous-marins d'après-guerre

### Type XXI
- Wilhelm Bauer (ex U-2540)

### Type XXIII
- Hai (S 170) (ex U-2365)
- Hecht (S 171) (ex U-2367)

### Type 201
- U-1 (S180)
- U-2 (S181)
- U-3 (S182)

### Type 205
- U-1 (S180)
- U-2 (S181)
- U-4 (S183)
- U-5 (S184)
- U-6 (S185)
- U-7 (S186)
- U-8 (S187)
- U-9 (S188)
- U-10 (S189)
- U-11 (S190)
- U-12 (S191)

### Type 206
- U-13 (S192)
- U-14 (S193)
- U-15 (S194)
- U-16 (S195)
- U-17 (S196)
- U-18 (S197)
- U-19 (S198)
- U-20 (S199)
- U-21 (S170)
- U-22 (S171)
- U-23 (S172)
- U-24 (S173)
- U-25 (S174)
- U-26 (S175)
- U-27 (S176)
- U-28 (S177)
- U-29 (S178)
- U-30 (S179)

### Type 212
- U-31 (S181)
- U-32 (S182)
- U-33 (S183)
- U-34 (S184)
- U-35 (S185)
- U-36 (S186)